# 金务大有限公司
金务大有限公司（MYX：5398）是一家总部位于马来西亚的工程、地产和基础设施公司。它是马来西亚最大的基础设施公司之一，承接了许多本地和海外的项目，如兴建巴生谷大众捷运系统线路、高速公路、机场跑道、铁路、隧道、水处理厂、水坝、基础设施特许经营和新城镇开发等。

## 背景
公司于1976年10月6日在霹雳州怡保成立，当时为一家私人有限公司 ，并于1992年8月10日在马来西亚股票交易所的主板上市。该公司创办人为官有缘和林云琳。
其承建过的主要项目之一为精明隧道，是一个与马矿业合作的50：50合资项目。这个全长9.7公里的隧道主要功能是将巴生河和安邦河的多余洪水引导到储水池中。这个双重用途的隧道也是司机进出市中心的替代路线。
2008年，马矿业-金务大获得了价值124.85亿令吉的电气化双轨项目（EDTP），涉及的路线为从怡保至巴东勿刹。这个329公里的项目涉及重新规划和建设跨越马来西亚半岛四个北部州，即霹雳、槟城、吉打和玻璃市的电气化双轨铁路。电气化双轨目前成为了北马通勤的主干线路，使乘客能够在城乡之间便利穿梭。
马来西亚政府计划在2020年之前将马来西亚转变为一个先进国，其中铁路在公共交通系统的发展中扮演着至关重要的角色。通过铁路出行是避免交通拥堵和减少燃油消耗的最有效的方式之一。因此，大吉隆坡/巴生谷国家关键经济区（NKEA）下的经济转型计划（ETP）将巴生谷大众捷运系统作为一个入口项目（KVMRT）。
在2011年1月，马矿业-金务大获得了巴生谷捷运一号线（双溪毛糯至加影线）项目交付伙伴（PDP）的任命。作为项目交付伙伴，马矿业-金务大的角色是在目标成本和完成日期内交付项目，管理高架工程承包商，并分拆高架工程包，评估投标，并向巴生谷捷运项目的所有者马来西亚捷运公司建议最佳的高架工程承包商。
在2012年3月，马矿业金务大（T）私人有限公司被任命为捷运一号线价值82.8亿令吉的9.5公里地下工程的总承包商。总长9.5公里的捷运隧道设有七个地下车站，其中包括国家博物馆、中央艺术坊、默迪卡、武吉免登、敦拉萨国际贸易中心（旧称人民巴刹站）、葛京和马鲁里。这个地下工程包括士曼丹通道和马鲁里通道之间的隧道、站台和相关结构的设计、建造和完成。
马来西亚巴生谷地区捷运一号线，由双溪毛糯至加影线的隧道工程由金务大承办。为了完成这个工程，金务大购买了共计10台隧道掘进机（TBM）进行掘进。其中6台是变密度隧道掘进机（VD TBM），是由金务大有限公司与世界最大的隧道掘进机制造商Herrenknecht AG共同设计和研发的。这种掘进机专门用于隧穿吉隆坡非常复杂的岩溶地质环境。另外，还有4台土压平衡隧道掘进机（EPB TBM），用于穿越肯尼山庄地层。这些隧道掘进机内置了技术可以防止掘进过程中隧道面的松动和塌陷，减少地面沉降，从而避免地陷的发生。此外，这些隧道掘进机还被设计用于减少水位下降，因为水位下降是地陷发生的主要原因之一。捷运一号线工程与2017年全面完工并投入使用。2018年，马矿业-金务大以项目交付合作伙伴（“PDP”）模式负责捷运二号线（双溪毛糯—沙登—布城线）的高架工程，并将地下工程的设计和建造配套转换为单一合同，总合同金额为305.3亿令吉。除了本地项目外，金务大有限公司还在国际市场上开展各种民用工程建设、基础设施和物业开发，包括台湾、东南亚和远东地区、印度支那、中东和越南等地。
在2016年7月28日，金务大有限公司宣布已与砂拉越的纳因控股有限公司联合，成立了一个名为纳因金务大（NAGA）的合资公司。他们的角色是负责砂拉越板督至史各朗河段的全权承包商，该项目属于砂拉越的泛婆罗洲大道项目（WPC04 PJS），全长89.43公里。
2020年7月1日，金务大有限公司被任命为槟城交通总体规划（PTMP）的项目交付伙伴（PDP）。

## 基础设施项目

### 机场
- 卡塔尔杜哈新国际机场（NDIA）

### 桥梁
- 巴林锡特拉大堤桥

### 高速公路网络
- 莎亚南大道
- 白沙罗－蒲种大道
- 西部疏散大道（英语：Sprint Expressway）
- 雨水管理和公路隧道（精明隧道）
- 印度巴纳加尔-帕尔希特和杜尔加布尔高速公路
- 卡塔尔杜汗高速公路
- 泛婆罗洲大道（英语：Pan-Borneo Highway）

### 捷运
- 巴生谷大众捷运系统（KVMRT）
  - 加影线
  - 布城线
- 台湾高雄高雄都会区大众捷运系统（KMRT）
- 台湾新北汐東捷運

### 铁路
- 电气化双线工程（怡保至巴东勿刹）

### 乡镇开发（金务大置地（英语：Gamuda Land））
- 莎亚南哥打哥文宁（英语：Kota Kemuning）市镇
- 巴生绿林镇
- 双溪毛糯瓦伦西亚（英语：Valencia, Sungai Buloh）
- 新山浩然山庄，位于马来西亚依斯干达经济特区
- 加影洁玉（英语：Jade Hills）
- 万挠金务大花园
- 瓜拉冷岳金务大湾城
- 瓜拉冷岳金务大哥文宁Twenty-five.7
- 吉隆坡Madge Mansion
- 吉隆坡The Robertson
- 八打灵再也格拉那再也开发
- 亚庇Bukit Bantayan Residences
- 墨尔本661 Chapel ST
- 越南金务大城市
- 越南青瓷城市

### 水处理、供水和污水处理
- 雪兰莪河水供应计划第一阶段（SSP1），马来西亚
- 雪兰莪河水供应计划第三阶段（SSP3），马来西亚
- 越南Yen So污水处理厂